# Lista över biskopar i Visby stift
Detta är en lista över biskopar i Visby stift, vilket instiftades 1527. Innan dess var det en del av Linköpings stift.

## Danskasuperintendenteri Visby (1527–1645)
- 1527–1572: Stiftet styrdes av de tre prostarna, landshövdingen, borgmästaren i Visby samt hans råd. Biskop/superintendent saknades
- 1572–1589: Moritz Christensen Glad (Mauritius Christiani Lætus)
- 1586–1591: Petrus Johannis (Peder Hansen Riber)
- 1592–1596: David Hansson Bilefeld
- 1597–1599: Povel Andersen (Paulus Andræ Medelby)
- 1600–1601: Willatz Sörensson (Willadius Severini)
- 1601–1613: Lauritz Nielsøn Helsinburgicus
- 1615–1624: Antonius Johannis Kolding (Anton Hansen Kolding) (titulerades generalprost)
- 1627–1631: Theodorus Erasmi (Thor Rasmussen) (titulerades generalprost)
- 1631–1644: Oluff Fock (Olavus Phocas Staphrophski)
- 1645–1656: Hans Nilssøn Strelow

## Svenska superintendenter i Visby (1645–1676)
- 1645–1656: Hans Nilssøn Strelow
- 1656–1657: Niels Lauritzen Wallensis Gardeus
- 1657–1676: Johannes Brodinus

## Danska superintendenter i Visby (1676–1679)
- 1676–1679: Hans Nilsson Endislöv

## Svenska superintendenter i Visby (1679–1772)
- 1679–1685: Haquin Spegel
- 1685–1692: Petrus Stjernman
- 1692–1709: Israel Kolmodin
- 1711–1734: Johan Esberg (Johannes Esbergius)
- 1735–1745: Georg Wallin d.y. (Jöran Wallin)
- 1745–1757: Martin Wilhelmsson Kammecker
- 1757–1795: Gabriel Thimotheus Lütkeman

## Svenska biskopar i Visby (1772–)
| Period    | Bild | Namn                              |
| --------- | ---- | --------------------------------- |
| 1757–1795 |      | Gabriel Thimotheus Lütkemann      |
| 1795–1796 |      | Karl Fredrik Muhrbeck             |
| 1796–1805 |      | Johan Möller                      |
| 1807–1813 |      | Nils Gardell                      |
| 1813–1838 |      | Carl Johan Eberstein              |
| 1838–1841 |      | Christopher Isac Heurlin          |
| 1841–1858 |      | Carl Erik Hallström               |
| 1859–1884 |      | Lars Anton Anjou                  |
| 1885–1920 |      | Knut Henning Gezelius von Schéele |
| 1920–1936 |      | Viktor Rundgren                   |
| 1936–1947 |      | Torsten Ysander                   |
| 1948–1950 |      | Gunnar Hultgren                   |
| 1951–1961 |      | Algot Anderberg                   |
| 1962–1980 |      | Olof Herrlin                      |
| 1980–1991 |      | Tore Furberg                      |
| 1991–2003 |      | Biörn Fjärstedt                   |
| 2003–2011 |      | Lennart Koskinen                  |
| 2011–2018 |      | Sven-Bernhard Fast                |
| 2018–2022 |      | Thomas Petersson                  |
| 2023–     |      | Erik Eckerdal                     |